# Hans-Dieter Harig

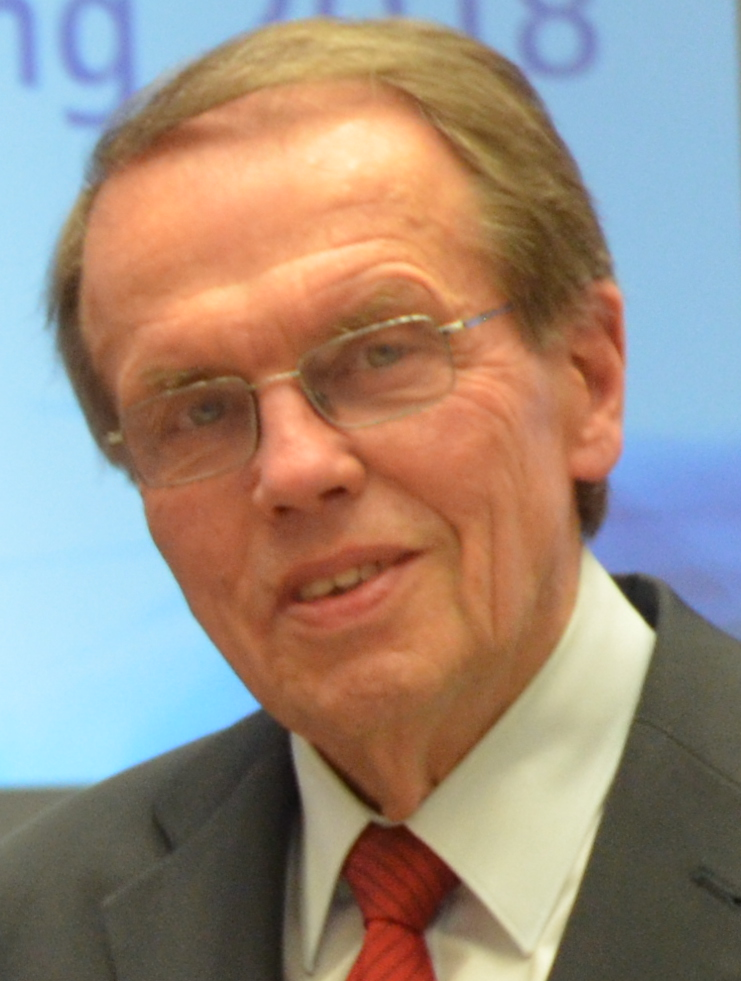
Hans-Dieter Harig im April 2018 während des Wirtschaftsempfangs der Leibniz Universität Hannover

Hans-Dieter Harig (* 16. Mai 1938 in Alt-Jassewitz bei Wismar; † 21. Februar 2024 in Hannover) war ein deutscher Industrie-Manager.

## Leben
Nach dem Abitur begann Hans-Dieter Harig 1958 das Studium des Maschinenbaus an der Technischen Hochschule Hannover. Er wechselte an die Technische Universität Berlin, wo er 1964 das Studium als Diplom-Ingenieur abschloss. Während seines Studiums in Hannover war Harig Mitglied in der studentischen Organisation Corps Saxonia. 1964 nahm er seine erste berufliche Stellung bei der Brown Boveri/Krupp Reaktorbau GmbH, Mannheim, im Bereich Hochtemperaturreaktorentwicklung an. 1965 wechselte er als Doktorand und Projektingenieur für das deutsch-französische Hochflussreaktorprojekt an das Centre d’Etudes Nucléaires de Grenoble, wo er 1970 zum Docteur-Ingénieur promoviert wurde.
Im selben Jahr wechselte er als Mitarbeiter des wissenschaftlich-technischen Geschäftsführers zur Kernforschungsanlage Jülich, von wo er auch Sonderaufgaben im Bonner Bundesforschungsministerium ausführte. Von 1974 bis 1978 leitete er bei der RWE AG die Hauptgruppe Technik und Produktion und koordinierte den Betrieb der Kernkraftwerke. 1978 wechselte er als Prokurist zur STEAG AG in den Bereich Energiewirtschaft und Vertrieb. 1981 wurde er in den Vorstand der STEAG AG berufen, wo er wechselnd u. a. für Fernwärme, Entsorgung/Abfallwirtschaft und Energietechnik zuständig war. 1988 wurde er zum Vorstandsvorsitzenden der Veba Kraftwerke Ruhr AG und 1993 der PreussenElektra AG berufen. Im Zuge der Bildung der E.ON AG wurde er Vorstandsvorsitzender der E.ON Energie AG mit Sitz in München. Ende April 2003 wechselte er aus Altersgründen vom Vorstand in den Aufsichtsrat.
Harig wirkte viele Jahre als Vorstandsvorsitzender der Freundeskreises der Leibniz Universität Hannover beziehungsweise nach dessen Umbenennung der Leibniz Universitätsgesellschaft. In dieser Zeit warb er erhebliche Mittel ein, durch die er ungezählte Fördermaßnahmen in den Bereichen Forschung und Lehre initiieren konnte. Unter seiner Leitung erreichte die Universitätsgesellschaft einen historischen Höchststand. Am 27. Februar 2014 wurde Hans-Dieter Harig im Lichthof des Welfenschlosses vor knapp 400 Gästen die Ehrenbürgerwürde der Universität Hannover verliehen.

## Ethik in der Technik
Im Rahmen der Sonntagspredigten im Schauspielhaus Hannover sprach der Protestant Harig am 10. Februar 2002 über „Energieversorgung und Umweltschutz zwischen naturgesetzlichen Grenzen und gesellschaftspolitischer Befindlichkeit“, wobei er insbesondere auf den Gegensatz zwischen Verantwortungsethik und Gesinnungsethik einging. Ausgehend von dem Slogan der EKD zum Weltklimagipfel 2001 in Bonn „Sonne und Wind – Energie vom Chef selbst“ führte Harig aus, dass Gott Kohle, Öl, Gas und Uran ebenso geschaffen habe wie Wind und Sonne, und erläuterte, dass durch die Interpretation, dass Sonne und Wind im Gegensatz zu anderen Energieformen Gott gefielen, unter dem Dach der Kirchen ein nicht Versöhnung bewirkendes Umweltbewusstsein genährt würde. Einer Aussage von Günter Altner ihm gegenüber im Rahmen einer Diskussion mit dem Umweltbeirat der EKD in den 1970er Jahren, dass zu viel Sachkenntnis nur die ethische Diskussion eines Problems störe, setzte Harig in der Sonntagspredigt seine ethische Verantwortung als Ingenieur entgegen:

„Mit Sachkenntnis allein entledigen wir uns sicherlich nicht unserer Sorgen hier auf Erden; ohne sachliche Behandlung unserer Probleme finden wir andererseits keine besseren Lösungen. Wir Techniker, die wir Sie, die Bevölkerung, mit ausreichend Energie versorgen wollen (sollen), die Umwelt dabei schonen, ihre Wunden heilen, wo sie nicht geschont wurde, handeln nach Naturgesetzen. Diese Gesetze sind zwar von Menschen definiert, haben aber nach allen bisherigen Erfahrungen die Vorgänge realistisch und vernünftig beschrieben.“

## Schriften
- Michael Bald, Hans Dieter Harig, Alfred Voss: Energieaufwand für Bau und Betrieb von Kernkraftwerken, in: Atomwirtschaft – Atomtechnik, Bd. 20 (1975), Stuttgart: Universitätsbibliothek der Universität Stuttgart, S. 296–297; doi:10.18419/opus-8103